# Ville Leino
Ville Leino (* 6. Oktober 1983 in Savonlinna) ist ein ehemaliger finnischer Eishockeystürmer, der in der National Hockey League für die Detroit Red Wings, Philadelphia Flyers und Buffalo Sabres aktiv war.

## Karriere

### Finnland (2000–2008)
Ville Leino begann seine Karriere 2000 bei seinem Heimatverein SaPKo Savonlinna. Er spielte anfangs für die Nachwuchsmannschaft in der zweiten finnischen Juniorenliga, kam aber in seinem ersten Jahr auch zu zwei Einsätzen im Kader der Senioren in der drittklassigen Suomi-sarja. In zwei Jahren bei den Junioren von SaPKo konnte er seine Scorerqualitäten bereits unter Beweis stellen, als er in insgesamt 45 Spielen 50 Tore erzielte und 48 Torvorlagen beisteuerte. Aber auch bei den Senioren konnte er mit zwölf Punkten in 17 Spielen einen guten Eindruck hinterlassen.
2002 wechselte Leino zu Ilves Tampere und spielte in der Saison 2002/03 erstmals in der erstklassigen SM-liiga. In 23 Spielen traf er dabei einmal und bereitete ein Tor vor. Parallel spielte er aber auch für die erste und zweite Mannschaft der Junioren von Ilves. 2003/04 war schließlich festes Mitglied des Profikaders und verpasste nur zwei Ligaspiele. Leino entwickelte sich im Vergleich zur Vorsaison deutlich weiter und kam auf 24 Scorerpunkte. Im Jahr darauf stagnierten seine Leistungen jedoch und er schloss die Saison mit fünf Punkten weniger ab.
Zur Saison 2005/06 wechselte Leino zu HPK Hämeenlinna, wo ihm gleich ein deutlicher Leistungssprung gelang und er zu einem wichtigen Leistungsträger innerhalb des Teams aufstieg. Gleich in seinem ersten Jahr war er mit 43 Punkten bester Scorer seiner Mannschaft und belegte den zehnten Platz in der Scorerliste der SM-liiga. Zudem war er fünftbester Vorbereiter der Saison mit 31 Assist. Auch in den Playoffs konnte er an seine gute Form anknüpfen und führte das Team als bester Playoff-Scorer von HPK zum Gewinn der finnischen Meisterschaft.
Mit elf Toren und 29 Assist zeigte Leino in der Saison 2006/07 ähnlich gute Leistungen, wie in der Vorsaison. Und auch in den Playoffs war er wieder einer der Leistungsträger von HPK, jedoch scheiterte die Mannschaft bereits im Halbfinale deutlich an Jokerit Helsinki, bei denen Leino nach Abschluss der Spielzeit einen Vertrag unterschrieb. Zudem erreichte er mit HPK das Finale um den IIHF European Champions Cup, wo das Team dem russischen Vertreter Ak Bars Kasan jedoch deutlich mit 0:6 unterlag.
2007/08 entwickelte sich Leino endgültig zu einem führenden Topspieler innerhalb der SM-liiga. Mit 28 Toren belegte er den dritten Platz der Torjägerliste, war mit 49 Assists der beste Vorlagengeber der Liga und lag in der Scorerliste mit nur einem Punkt Rückstand auf Janne Pesonen auf Rang zwei. Jokerit schloss die reguläre Saison auf dem dritten Platz ab, in der ersten Runde der Playoffs musste die Mannschaft aber bereits hart um den Einzug ins Halbfinale kämpfen, wo sie auf die Espoo Blues treffen sollten. Zwar führte Jokerit im Halbfinale bereits in der Best-of-Seven-Serie gegen die Blues mit 3:1 und stand bereits kurz vor der zweiten Finalteilnahme in Folge, doch Espoo drehte die Serie noch mit drei Siegen in Folge und Jokerit konnte nur ins Spiel um die Bronzemedaille einziehen, wo sie aber gegen Tappara verloren. Wie schon in der regulären Saison belegte Leino auch in den Playoffs den zweiten Platz der Scorerliste und wurde nach der Spielzeit mit Lasse-Oksanen-Trophäe als bester Spieler der Hauptrunde sowie mit dem Kultainen kypärä als bester Spieler gesamten Saison ausgezeichnet.

### Nordamerika (2008–2014)
Mittlerweile waren auch die nordamerikanischen Mannschaften auf ihn aufmerksam geworden und im Mai 2008 nahmen ihn die Detroit Red Wings aus der NHL für ein Jahr unter Vertrag. Wenige Monate später konnte er im Training Camp der Red Wings überzeugende Leistungen bringen, wurde aber zunächst in die AHL geschickt, wo er sich bei den Grand Rapids Griffins weiter an die nordamerikanische Spielweise gewöhnen soll. Leino war zu Saisonbeginn der Topscorer der Griffins, strauchelte jedoch zwischenzeitlich und war daraufhin mit konstanten Leistungen wieder eine wichtige Stütze für das Team. Am 31. Januar 2009 gab er schließlich sein Debüt in der NHL gegen die Washington Capitals und steuerte gleich einen Treffer bei. Leino überzeugte auch in den folgenden Spielen mit insgesamt neun Punkten in 13 Spielen, wurde Anfang März aber wieder zurück in die AHL geschickt, wo er mit den Griffins die zweite Runde der Playoffs erreichte und 13 Punkte in 10 Spielen dazu beitrug. Nach dem Ausscheiden wurde er zum zweiten Mal zu den Red Wings berufen, wo er noch für einige Spiele in der Endrunde zum Einsatz kam, als sie bis ins Stanley-Cup-Finale vordrangen, dort jedoch an den Pittsburgh Penguins scheiterten.
Im Sommer 2009 verlängerten die Red Wings seinen Vertrag um zwei Jahre und er erhielt einen Stammplatz im NHL-Kader. Jedoch konnte er den Erwartungen nicht gerecht werden, sodass er sogar für mehrere Spiele auf die Tribüne gesetzt wurde, obwohl bis zu drei weitere Stammangreifer verletzt fehlten. Als sich Anfang Februar 2010 die Rückkehr des verletzten Johan Franzén ankündigte, wurde Leino schließlich zu den Philadelphia Flyers transferiert, damit die Gehaltsobergrenze der Red Wings nicht überschritten wird. Am 1. Juli 2011 unterzeichnete Leino einen Kontrakt für sechs Jahre bei den Buffalo Sabres. Im Anschluss an die Saison 2013/14 kauften sich die Sabres aus dem noch drei Jahre laufenden Vertrag heraus, sodass er als Unrestricted Free Agent auf der Suche nach einem neuen Arbeitgeber war.

### Rückkehr nach Europa (seit 2014)
Im Oktober 2014 wurde er vom KHL Medveščak Zagreb aus der KHL verpflichtet und absolvierte für den Klub 28 Partien, in denen er 15 Scorerpunkte sammelte. Im Februar 2015 wurde er an die Kloten Flyers abgegeben. Im Juli 2015 kehrte er in die KHL zurück, als er einen Vertrag bei Dinamo Riga unterschrieb. Nachdem sein Vertrag in Riga bereits im Dezember 2015 aufgelöst worden war, wechselte Leino einen Monat später nach Schweden und schloss sich den Växjö Lakers aus der Svenska Hockeyligan an, wo er seine Karriere im Oktober 2017 beendete.

## Erfolge und Auszeichnungen
- 2006 Finnischer Meister mit HPK Hämeenlinna
- 2006 SM-liiga All-Star-Team
- 2008 Lasse-Oksanen-Trophäe
- 2008 Kultainen kypärä
- 2008 SM-liiga All-Star-Team

## Karrierestatistik
Stand: Ende der Saison 2013/14
(Legende zur Spielerstatistik: Sp oder GP = absolvierte Spiele; T oder G = erzielte Tore; V oder A = erzielte Assists; Pkt oder Pts = erzielte Scorerpunkte; SM oder PIM = erhaltene Strafminuten; +/− = Plus/Minus-Bilanz; PP = erzielte Überzahltore; SH = erzielte Unterzahltore; GW = erzielte Siegtore; 1 Play-downs/Relegation; Kursiv: Statistik nicht vollständig)